# Jacqueline de Rohan-Gyé

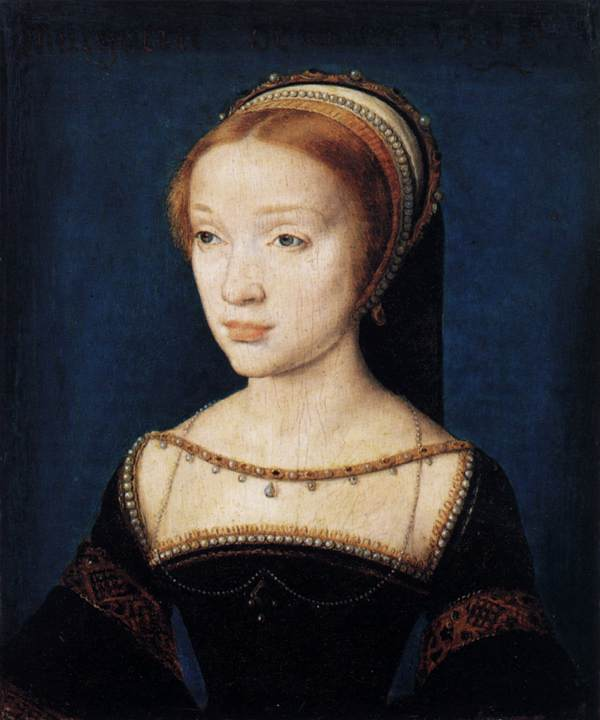
Jacqueline de Rohan-Gyé

Jacqueline de Rohan-Gyé, född 1520, död 1587, var en fransk hovfunktionär.  Hon var hovdam hos Frankrikes drottning Eleonora av Österrike; som fille d'honneur 1531–1536 och som Dame d'honneur 1538–1543.  
Som änka konverterade hon 1548 till kalvinismen under inflytande av Guillaume Farel och Jean Calvin, och hennes slott Blandy i Brie blev därefter en tillflyktsort för hugenotterna under hugenottkrigen, då hon spelade en viktig roll som beskyddare av protestanterna, något som gjorde att hon år 1567 fängslades i Louvren.